# Elley Duhé
Elley Frances Duhé (Mobile, 14 febbraio 1992) è una cantautrice statunitense.

## Biografia
Nata a Mobile, è cresciuta nelle cittadine di Vancleave e Dauphin Island. All'età di 14 anni ha iniziato ad esibirsi nei bar, nei coffee shop e nei ristoranti, entrando in contatto con diversi musicisti di Nashville, Los Angeles e Austin. Nel 2012 ha partecipato alle audizioni di The Voice, non venendo tuttavia selezionata.
Nel 2016 sono stati pubblicati i suoi primi due singoli: Millennium in collaborazione con il produttore Tarro e Immortal, che hanno ricevuto notorietà sulle piattaforme di streaming. L'anno successivo ha reso disponibile Fly, prodotto da ILLA e dai Cool & Dre, collaboratori di artisti del calibro di Christina Milian e Lil Wayne. Nel luglio 2018 ha collaborato con Zedd nel singolo Happy Now, che ha raggiunto la 90ª posizione della Billboard Hot 100 e ha ricevuto la certificazione in diverse nazioni tra cui Canada, Italia e Stati Uniti (dove è platino). Ad agosto ha invece partecipato al brano Tie Me Down di Gryffin, disco di platino in madrepatria e oro in Australia, e ha pubblicato l'EP di debutto Dragon Mentality.
A partire dal 2019 ha pubblicato svariati singoli stand-alone: uno di questi, Middle of the Night del 2020, ha riscoperto popolarità nel 2022 grazie alla piattaforma TikTok, raggiungendo il primo posto in Grecia ed entrando in classifica anche in Australia, Germania e Regno Unito.
Nel gennaio 2023 viene messo in commercio il singolo Money on the Dash e l'artista è stata selezionata come partecipante al festival di Poguelandia, trasmesso da Netflix il 18 febbraio seguente. Nell'ottobre dello stesso anno viene pubblicato il suo album in studio d'esordio, intitolato Phoenix.

## Discografia

### Album in studio
- 2023 – Phoenix

### EP
- 2018 – Dragon Mentality

### Singoli
- 2016 – Millennium (con Tarro)
- 2016 – Immortal
- 2017 – Fly
- 2018 – Can You Touch
- 2018 – Ain't No Feeling
- 2018 – Happy Now (con Zedd)
- 2018 – Tie Me Down (con Gryffin)
- 2019 – Villains
- 2019 – Good Die Young
- 2019 – Nature
- 2020 – Middle of the Night
- 2020 – Love Me Hard
- 2021 – Kids of the Night
- 2021 – Traitor
- 2022 – Pieces
- 2022 – Don't Leave Me Lonely (con i Clean Bandit)
- 2022 – Back to You (con Lost Frequencies e X Ambassadors)
- 2023 – Money on the Dash
- 2023 – Face Myself (con Teddy Swims)
- 2023 – Delirium
- 2023 – Midnight Oil (con Whethan)

### Collaborazioni
- 2022 – Bad Memories (Meduza e James Carter feat. Elley Duhé & Fast Boy)
- 2022 – Forever (Gryffin feat. Elley Duhé)